# Mariana Vaca
Mariana Vaca, född 30 mars 1608, död 1675, var en spansk skådespelare. Hon var engagerad vid de kungliga teatrarna i Madrid, Teatro de la Cruz och Teatro del Príncipe. 
Hon gifte sig med regissören Antonio (García) de Prado. Hon turnerade hela Spanien med sin makes teatersällskap, och var från 1651 själv verksam som teaterdirektör. 